# Aillières-Beauvoir
Aillières-Beauvoir est une commune française, située dans le département de la Sarthe en région Pays de la Loire, peuplée de 199 habitants.
La commune fait partie de la province historique du Maine, et se situe dans le Saosnois.

## Géographie
| Louzes               |                    |            |
|                      | Aillières-Beauvoir | Contilly   |
| Villaines-la-Carelle | Saint-Longis       | Marollette |

### Climat
Pour des articles plus généraux, voir Climat des Pays de la Loire et Climat de la Sarthe.
En 2010, le climat de la commune est de type climat océanique altéré, selon une étude du CNRS s'appuyant sur une série de données couvrant la période 1971-2000. En 2020, Météo-France publie une typologie des climats de la France métropolitaine dans laquelle la commune est toujours exposée à un climat océanique altéré et est dans la région climatique Normandie (Cotentin, Orne), caractérisée par une pluviométrie relativement élevée (850 mm/a) et un été frais (15,5 °C) et venté.
Pour la période 1971-2000, la température annuelle moyenne est de 10,2 °C, avec une amplitude thermique annuelle de 13,9 °C. Le cumul annuel moyen de précipitations est de 815 mm, avec 12,4 jours de précipitations en janvier et 7,7 jours en juillet. Pour la période 1991-2020, la température moyenne annuelle observée sur la station météorologique de Météo-France la plus proche, « La Fresnaye », sur la commune de Villeneuve-en-Perseigne à 7 km à vol d'oiseau, est de 10,8 °C et le cumul annuel moyen de précipitations est de 770,2 mm,. Pour l'avenir, les paramètres climatiques de la commune estimés pour 2050 selon différents scénarios d'émission de gaz à effet de serre sont consultables sur un site dédié publié par Météo-France en novembre 2022.

## Urbanisme

### Typologie
Au 1er janvier 2024, Aillières-Beauvoir est catégorisée commune rurale à habitat dispersé, selon la nouvelle grille communale de densité à sept niveaux définie par l'Insee en 2022.
Elle est située hors unité urbaine. Par ailleurs la commune fait partie de l'aire d'attraction d'Alençon, dont elle est une commune de la couronne,. Cette aire, qui regroupe 89 communes, est catégorisée dans les aires de 50 000 à moins de 200 000 habitants,.

### Occupation des sols
L'occupation des sols de la commune, telle qu'elle ressort de la base de données européenne d’occupation biophysique des sols Corine Land Cover (CLC), est marquée par l'importance des forêts et milieux semi-naturels (51,7 % en 2018), en diminution par rapport à 1990 (52,8 %). La répartition détaillée en 2018 est la suivante : 
forêts (51,7 %), terres arables (34 %), prairies (8,6 %), zones agricoles hétérogènes (5,7 %). L'évolution de l’occupation des sols de la commune et de ses infrastructures peut être observée sur les différentes représentations cartographiques du territoire : la carte de Cassini (XVIIIe siècle), la carte d'état-major (1820-1866) et les cartes ou photos aériennes de l'IGN pour la période actuelle (1950 à aujourd'hui).

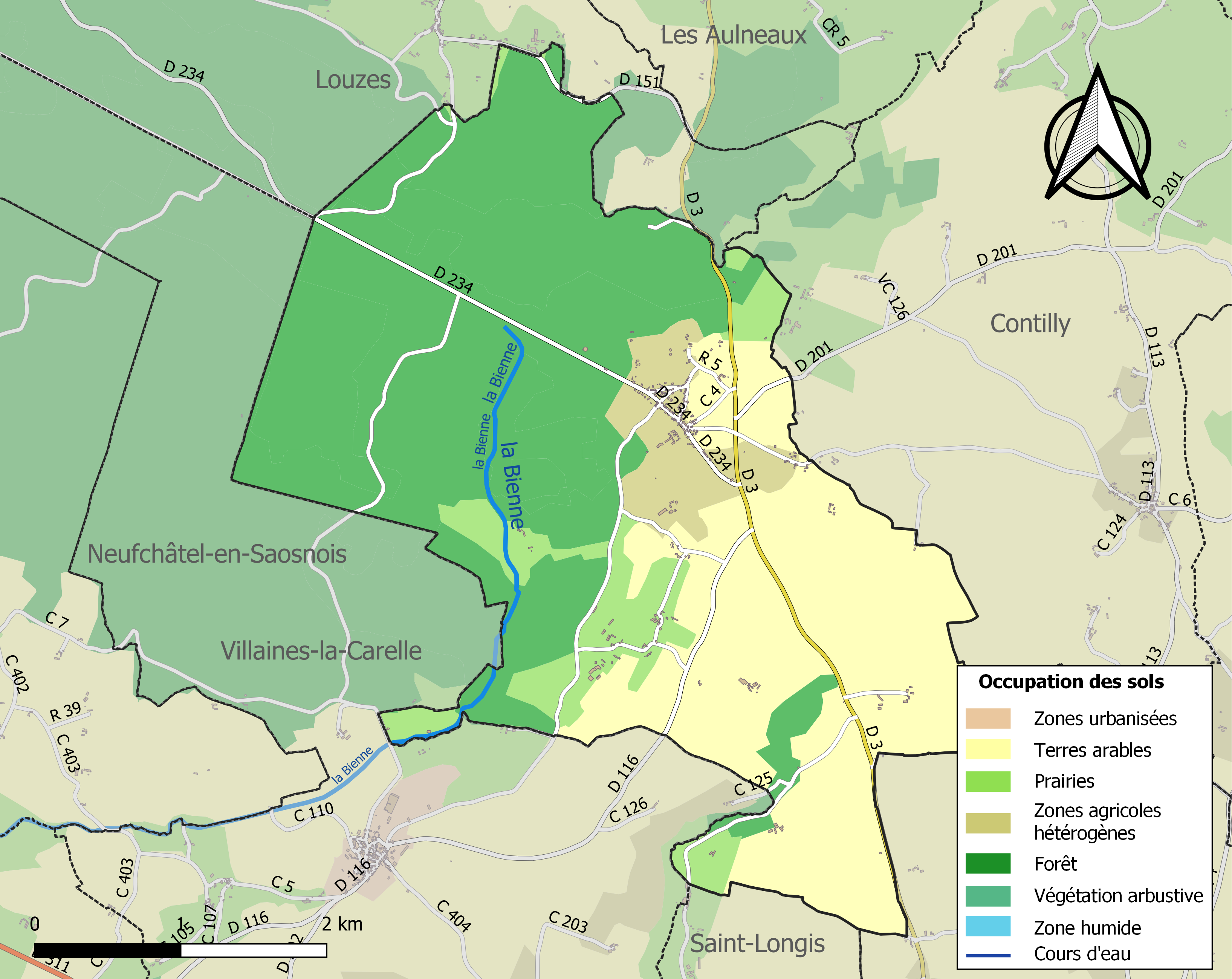
Carte des infrastructures et de l'occupation des sols de la commune en 2018 (CLC).

## Toponymie
Aillières est attesté sous les formes Odo de Aileriis vers 1186 ; Allerias au XIIe siècle et dans ce passage Castra, id est Allerias ; Alleciae en 1210. Pour Dauzat et Rostaing, il découlerait du nom d’homme germanique Ala-hari, latinisé en Allarius, alors que pour Taverdet ou pour Pesche, il s’agirait d’un endroit où l’on a pu cultiver de l’aïl. Toutefois, Pesche n’exclut pas que la plante nommée « alliaire » n’y ait pas abondamment poussé : ses racines étaient autrefois consommées, ainsi que ses feuilles, ses tiges et ses graines, et la plante avait également divers usages médicinau
Beauvoir est attesté sous la forme de Bello Videre en 1248 et en 1149, Parrochia de Bello Visu en 1274, Bellus visus en 1687.D’après Dauzat & Rostaing, son toponyme proviendrait du latin Bellum Videre qui signifie « belle vue ». C’est tout simplement l’endroit d’où l’on jouit d’une belle vue, ce qui n’était pas négligeable pour voir arriver l’ennemi au Moyen-âge.

## Histoire
Aillières-Beauvoir est née de la fusion d'Aillières et de Beauvoir le 1er janvier 1965.

## Politique et administration
De 1809 à 2014, neuf maires de la famille Caillard d'Aillières se sont succédé à la tête de la commune.
| Période                                  | Période       | Identité                                 | Étiquette | Qualité |
| ---------------------------------------- | ------------- | ---------------------------------------- | --------- | --- |
| 1809                                     | 1857 (décès)  | Augustin-Henry Caillard d'Aillières      |           | Conseiller général de la Sarthe (1836-1857) Député de la Sarthe (1837-1839) |
| 1857                                     | 1877 (décès)  | Gustave d'Aillières (fils du précédent)  |           | Conseiller général de la Sarthe (1857-1870 et 1871-1877) Député de la Sarthe (1857) |
| 1877                                     | 1897 (décès)  | Fernand d'Aillières (fils du précédent)  |           | Conseiller d'État Conseiller général de la Sarthe (1877-1897) Député de la Sarthe (1882-1897) |
| 1908                                     | 1927 (décès)  | Louis d'Aillières (fils du précédent)    |           | Conseiller général de la Sarthe (1907-1927) |
| 1927                                     | 1957          | Bernard d'Aillières (frère du précédent) | RI        | Propriétaire-exploitant Conseiller général de la Sarthe (1928-1940 et 1945-1957) Député de la Sarthe (1936-1942 |
| 1958                                     | décembre 1964 | Michel d'Aillières (fils du précédent)   | RI-UDF    | Propriétaire exploitant forestier Conseiller général de la Sarthe (1957-2001) Député de la Sarthe (1958-1977) Président du conseil général de la Sarthe (1970-1976 et 1979-1992) Sénateur de la Sarthe (1977-1995) |
| Les données manquantes sont à compléter. |               |                                          |           | |

| Période      | Période   | Identité                               | Étiquette | Qualité |
| ------------ | --------- | -------------------------------------- | --------- | --- |
| janvier 1965 | mars 2008 | Michel d'Aillières                     | RI-UDF    | Propriétaire exploitant forestier Conseiller général de la Sarthe (1957-2001) Député de la Sarthe (1958-1977) Président du conseil général de la Sarthe (1970-1976 et 1979-1992) Sénateur de la Sarthe (1977-1995) |
| mars 2008    | mars 2014 | Hervé d'Aillières (neveu du précédent) | SE        | Agriculteur |
| mars 2014    | En cours  | Nadine Céconi                          | SE        | Responsable administrative d'une PME |

## Démographie
L'évolution du nombre d'habitants est connue à travers les recensements de la population effectués dans la commune depuis 1793. Pour les communes de moins de 10 000 habitants, une enquête de recensement portant sur toute la population est réalisée tous les cinq ans, les populations de référence des années intermédiaires étant quant à elles estimées par interpolation ou extrapolation. Pour la commune, le premier recensement exhaustif entrant dans le cadre du nouveau dispositif a été réalisé en 2005.
En 2022, la commune comptait 199 habitants, en évolution de −9,13 % par rapport à 2016 (Sarthe : −0,25 %, France hors Mayotte : +2,11 %).
| 1793 | 1800 | 1806 | 1821 | 1831 | 1836 | 1841 | 1846 | 1851 |
| ---- | ---- | ---- | ---- | ---- | ---- | ---- | ---- | ---- |
| 291  | 276  | 291  | 315  | 331  | 295  | 296  | 303  | 269  |

| 1856 | 1861 | 1866 | 1872 | 1876 | 1881 | 1886 | 1891 | 1896 |
| ---- | ---- | ---- | ---- | ---- | ---- | ---- | ---- | ---- |
| 288  | 258  | 275  | 249  | 234  | 212  | 210  | 200  | 194  |

| 1901 | 1906 | 1911 | 1921 | 1926 | 1931 | 1936 | 1946 | 1954 |
| ---- | ---- | ---- | ---- | ---- | ---- | ---- | ---- | ---- |
| 187  | 192  | 176  | 166  | 183  | 157  | 155  | 145  | 127  |

| 1962 | 1968 | 1975 | 1982 | 1990 | 1999 | 2005 | 2006 | 2010 |
| ---- | ---- | ---- | ---- | ---- | ---- | ---- | ---- | ---- |
| 136  | 291  | 280  | 237  | 237  | 237  | 221  | 223  | 215  |

| 2015 | 2020 | 2022 | - | - | - | - | - | - |
| ---- | ---- | ---- | - | - | - | - | - | - |
| 220  | 199  | 199  | - | - | - | - | - | - |

## Lieux et monuments

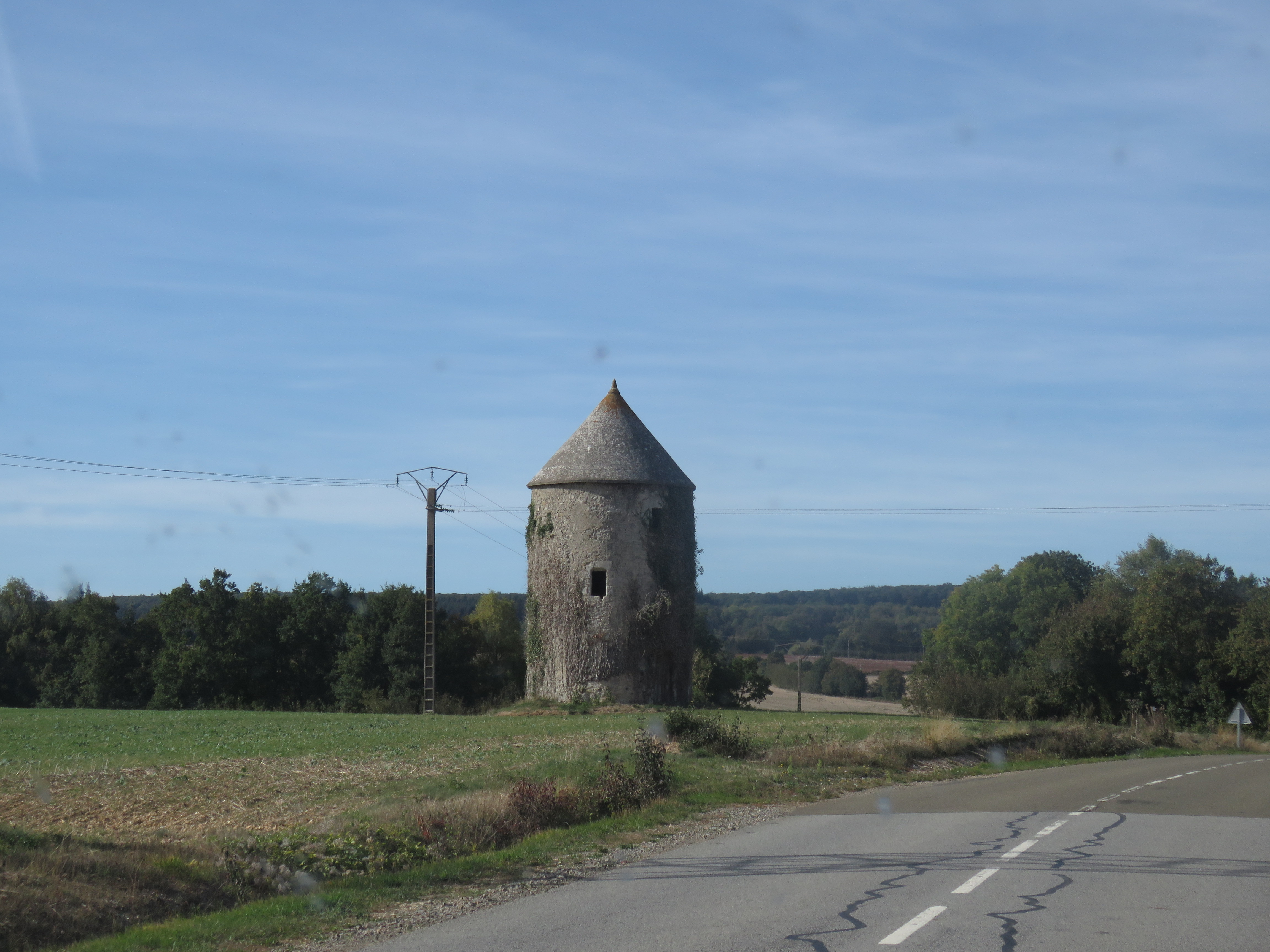
Le moulin à vent du XVIIIe siècle.
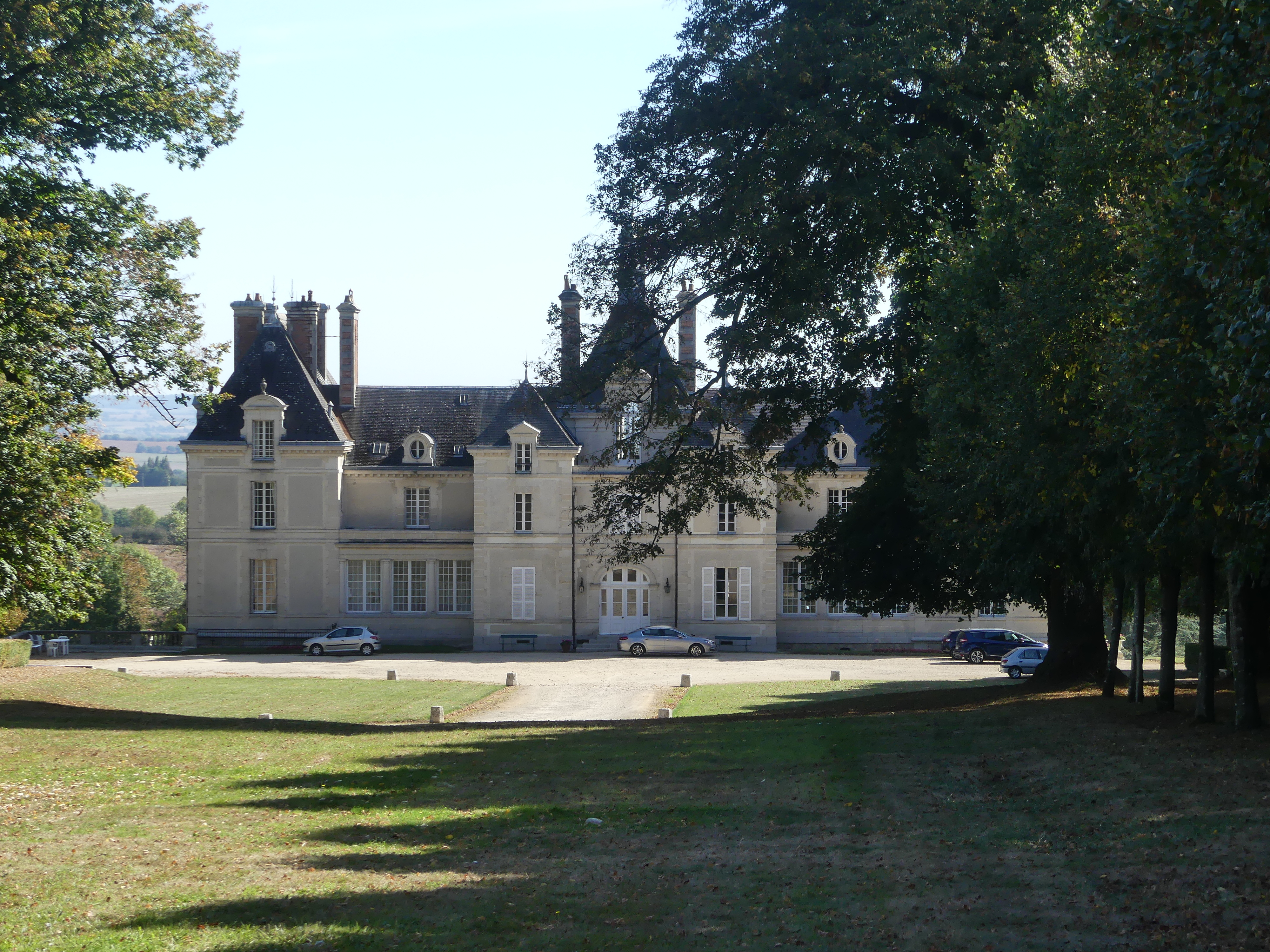
Le château d'Aillières.
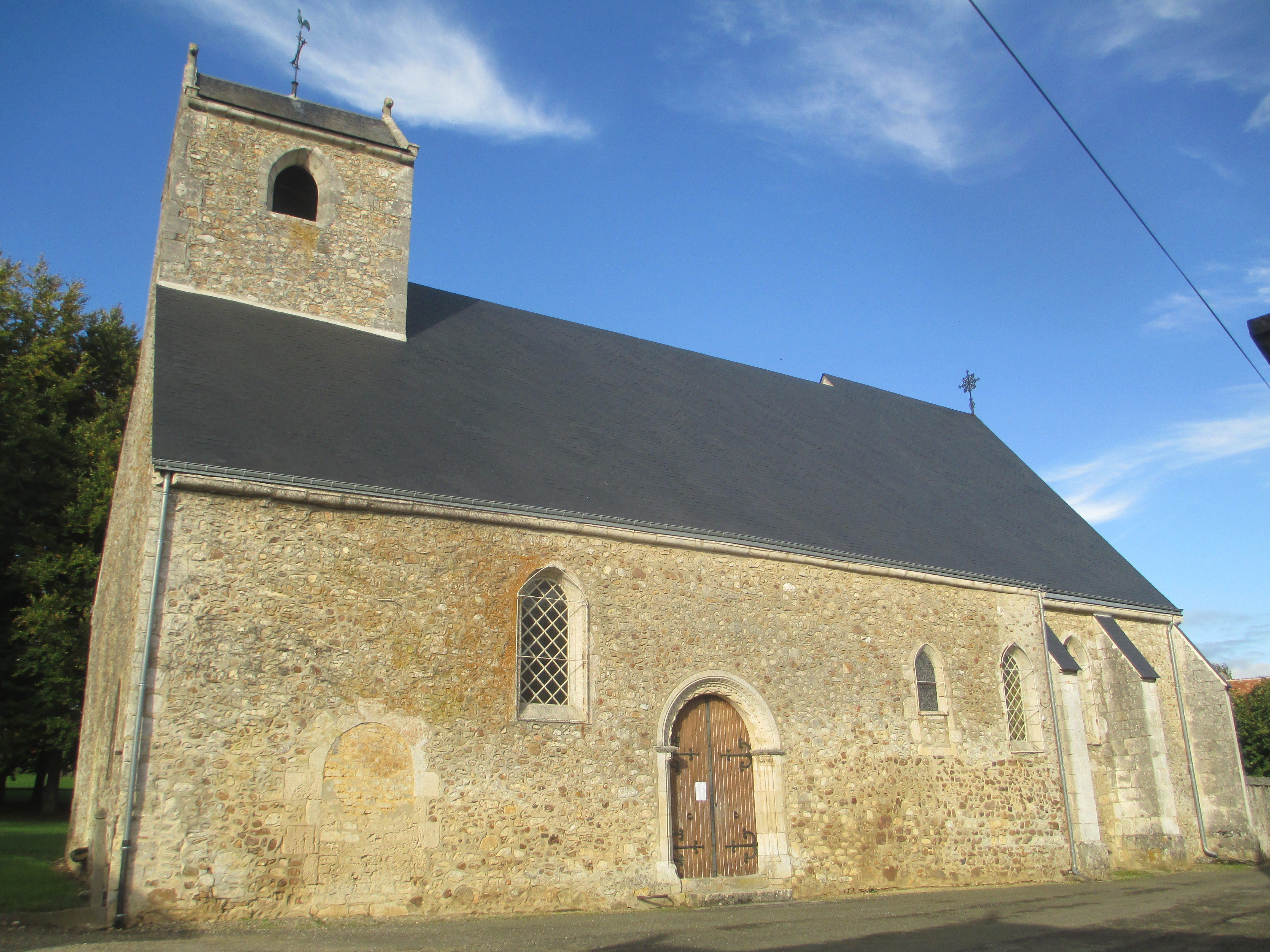
L'église Saint-Denis.

- Église Saint-Denis, du XIIe au XVIe siècle, inscrite au titre des monuments historiques en 1927[27]. Porche cintré roman avec une ouverture en forme de meurtrière. Le chœur est du XVIe siècle.
- Château d'Aillières, du XIIe au XIVe siècle.
- Forêt de Perseigne.
- Motte féodale.

## Personnalités liées
- René Dagron (1819 à Beauvoir - 1900), inventeur du microfilm.
- Jean Brochet, plus connu sous le nom de Jean Bruce (1921-1963), créateur et auteur de Hubert Bonisseur de La Bath alias OSS 117, est arrivé dès son plus jeune âge à Aillières où ses parents tenaient un restaurant.
- Bernard d'Aillières (1895 à Aillières - 1957 à Aillières), député conservateur sous la Troisième République.
- Michel d'Aillières (1923-2010), maire, conseiller général, député, sénateur, président du conseil général jusqu'en 1992.